# Albacete Fútbol Sala
Albacete Fútbol Sala è una squadra di calcio a 5 spagnola fondata nel 1984.

## Rosa 2005/2006
|    | Naz.               | Nome                             | Soprannome   | Ruolo     |
| -- | ------------------ | -------------------------------- | ------------ | --------- |
| 1  | Spagna (bandiera)  | Javier Manzano Iglesias          | MANZANO      | Portiere  |
| 12 | Spagna (bandiera)  | Ricardo Jiménez Martín           | RICARDO      | Portiere  |
| 15 | Spagna (bandiera)  | Bernardino Naranjo Guerrero      | NARANJO      | Portiere  |
| 3  | Spagna (bandiera)  | Rodrigo Taverna                  | RODRIGO      | Difensore |
| 4  | Spagna (bandiera)  | José Ignacio Hernández Martín    | JOSÉ IGNACIO | Difensore |
| 5  | Spagna (bandiera)  | Juan José Pérez Martín           | KIKO         | Difensore |
| 8  | Spagna (bandiera)  | Eduardo Pérez Díaz               | EDU          | Difensore |
| 6  | Spagna (bandiera)  | David Serrano Herrera            | DAVID        | Esterno   |
| 10 | Brasile (bandiera) | Cássio Silva De Souza            | CÁSSIO       | Esterno   |
| 11 | Spagna (bandiera)  | Jonas Pinto Junior               | JONAS        | Esterno   |
| 16 | Spagna (bandiera)  | Santiago Rodríguez Martínez      | SANTI        | Esterno   |
| 7  | Brasile (bandiera) | Honorino De Oliveira Gomes Filho | NORO         | Pivot     |
| 9  | Spagna (bandiera)  | Fco Jesús Gómez Armenteros       | PACO         | Pivot     |
| 14 | Spagna (bandiera)  | Fernando Alonso López Terrados   | PENTI        | Pivot     |

Allenatore:  Víctor Acosta García - VÍCTOR ACOSTA